# Умм-ер-Расас
31°29′59″ пн. ш. 35°55′11″ сх. д. / 31.49972° пн. ш. 35.91972° сх. д.
Умм-ер-Расас (араб. أم الرّصاص), також Кастром-Меф'а або Кастрон-Меф'а) — археологічний ландшафт та об'єкт Світової спадщини в Йорданії, що містить пам'ятки давньоримського, візантійського та раннього мусульманського періодів (кінець III—IX ст.), а також руїни укріпленого давньоримського військового табору. Тут знаходяться 16 церков, деякі — з добре збереженою мозаїчною підлогою. Дві квадратні вежі являють собою, ймовірно, єдине нагадування про стовпників (ченців-аскетів, що проводили час на самоті на вершині колони або башти).